# Maroulas
Maroulas è un villaggio tradizionale in stile veneziano di Creta, nella prefettura di Rethymno. La gran parte degli edifici presenti risale al periodo veneziano, ma la zona era probabilmente già abitata durante il periodo minoico.

## Scoperte archeologiche
Nella regione si trovano due cimiteri minoici. Il primo, a Mezaria, è costituito da tombe a camera scavate nella roccia che contengono sarcofagi, ceramiche, vasi di bronzo, armi e gioielli. I reperti del cimitero sono ora custoditi nel Museo Archeologico di Rethymnon. Un altro cimitero si trova invece nel sito di Prinares.

## Negli ultimi anni
Durante il periodo veneziano furono costruite due torri che si sono preservate fino ad oggi, così come altre costruzioni simili. Sono presenti anche vari stemmi sulle porte degli edifici. Nel 1630 i turchi si erano stabiliti a Maroulas e hanno usato le due torri veneziane come luogo di comando.